# Hans Tintner
Hans Tintner (* 28. November 1894 in Wien, Österreich-Ungarn; † 28. September 1942 im KZ Auschwitz) war ein österreichischer Schauspieler, Filmregisseur, Filmproduzent und Filmverleiher.

## Leben

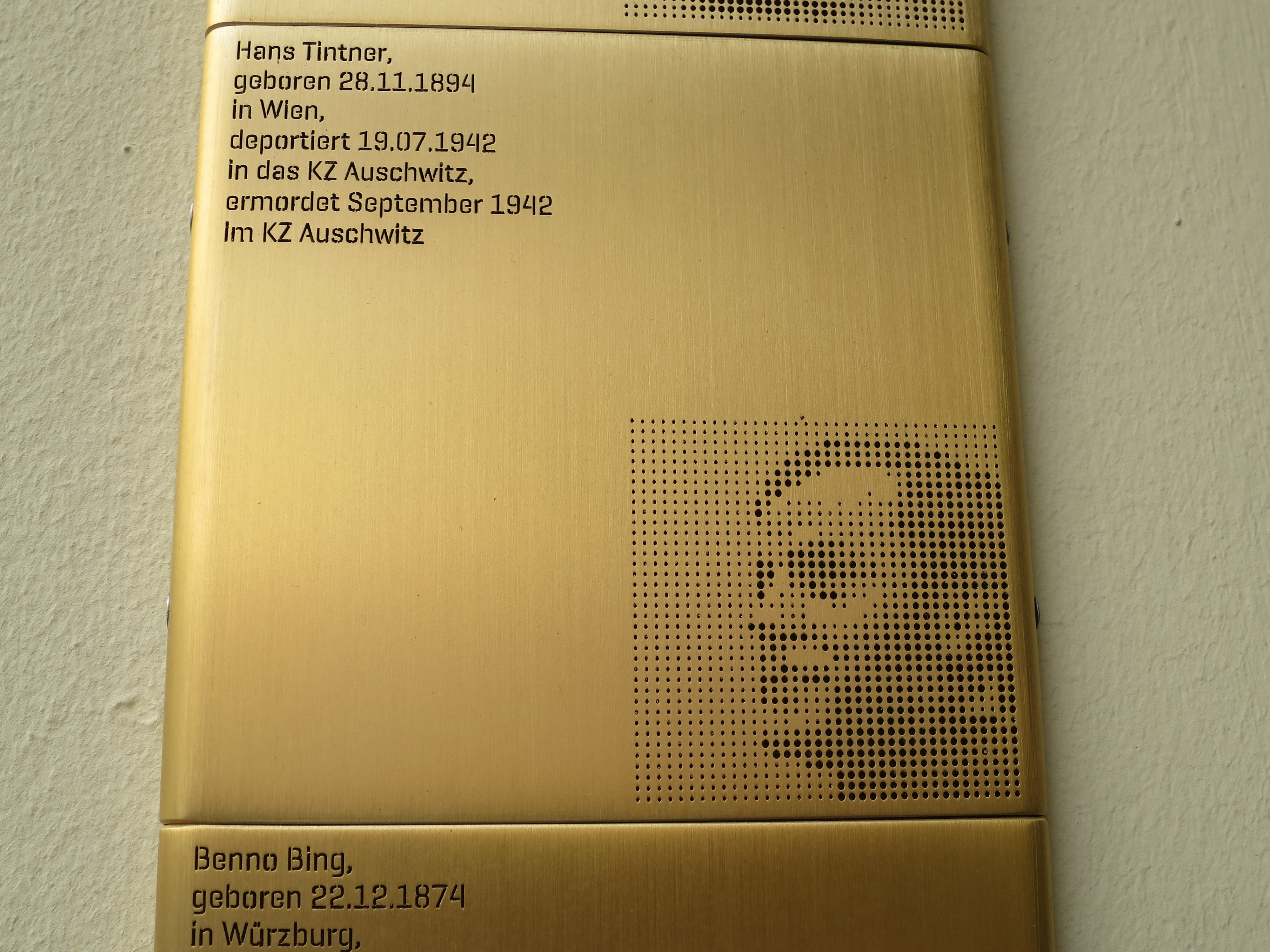
Erinnerungszeichen für Opfer des NS-Regimes in München für Hans Tintner

Hans Tintner hatte zu Beginn seiner Karriere als Theaterschauspieler gearbeitet und kam kurz nach dem Ersten Weltkrieg nach München zum Film. Dort trat er vor und als Regisseur bald auch hinter die Kamera. Außerdem verfasste er gelegentlich Drehbücher.
Für die Berliner Verleih- und Produktionsfirma Deutsche Vereins-Film A.G. (Defa) arbeitete Tintner später als Pressechef und wurde schließlich deren Direktor. Gegen Ende der Stummfilmzeit beteiligte er sich häufiger persönlich an der Umsetzung von Filmstoffen. Von 1929  bis 1932 leitete er gemeinsam mit Dr. Hugo Fleischer die Atlantis-Film GmbH. 1929 inszenierte Hans Tintner den Goethe-Stoff Die Jugendgeliebte. Unmittelbar darauf, 1929/1930, realisierte er seine ambitionierteste Arbeit, das Sozialdrama Cyankali zum Thema Schwangerschaftsabbruch, nach einer literarischen Vorlage von Friedrich Wolf. Cyankali wurde in der Öffentlichkeit heftig diskutiert und kam erst nach der Umsetzung zahlreicher Schnittvorgaben in die Kinos. Nach einer weiteren Inszenierung, dem musikalischen Alt-Wiener Volksstück Kaiserliebchen, zog sich Hans Tintner von der aktiven Filmherstellung zurück.
Wenig später kehrte der österreichische Jude in seine alte Heimat zurück, wo er als Pressechef in der Wiener Filiale der Fox tätig war. Seine späteren Jahre sind kaum rekonstruierbar. Wohl kurz nach dem „Anschluss Österreichs“ an das Deutsche Reich floh er nach Frankreich, wo er von der deutschen Besatzungsmacht während des Zweiten Weltkriegs verhaftet wurde. Von Paris aus deportierten ihn deutsche Stellen am 19. Juli 1942 nach Auschwitz, wo er gut zwei Monate darauf ermordet wurde.
Im Juni 2020 wurde im Rahmen des Projekts Erinnerungszeichen für Opfer des NS-Regimes in München in der Maximilianstraße 26–28 in München eine Gedenktafel für Hans Tintner angebracht.

## Filmografie
- 1920: Bauernhaß (Schauspieler)
- 1921: Ciska Barna, die Zigeunerin (Schauspieler, Co-Regisseur)
- 1922: Die Talfahrt des Severin Hoyer (Schauspieler)
- 1925: Zaungäste des Lebens (Drehbuchautor)
- 1927: Mädchen, hütet euch! (Co-Drehbuchautor, Produktionsleiter)
- 1928: Sechs Mädchen suchen Nachtquartier (Produktionsleiter, Drehbuchentwurf)
- 1928: Heut’ spielt der Strauss (Co-Drehbuchautor, Produktionsleiter)
- 1928: Haus Nr. 17 (Produktionsleiter)
- 1929: Die Jugendgeliebte (Regie, Drehbuch, Produktion)
- 1930: Cyankali (Regie, Drehbuch, Produktion)
- 1930: Entgleiste Jugend (Pasák holek) (in Österr.: Dunkle Existenzen) (Regie, Drehbuch)
- 1931: Kaiserliebchen (Regie, Drehbuch, Produktion)